# El Fedjoudj
El Fedjoudj (în arabă الفجوج) este o comună din provincia Guelma, Algeria.
Populația comunei este de 9.122 de locuitori (2008).